# Gregorio Correr
Gregorio Correr (Corraro), né le 14 septembre 1409 à Venise et mort le 19 novembre 1464 à Vérone, est un humaniste et ecclésiastique de la Renaissance italienne qui fut patriarche de Venise en 1464 pendant quelques mois.

## Biographie

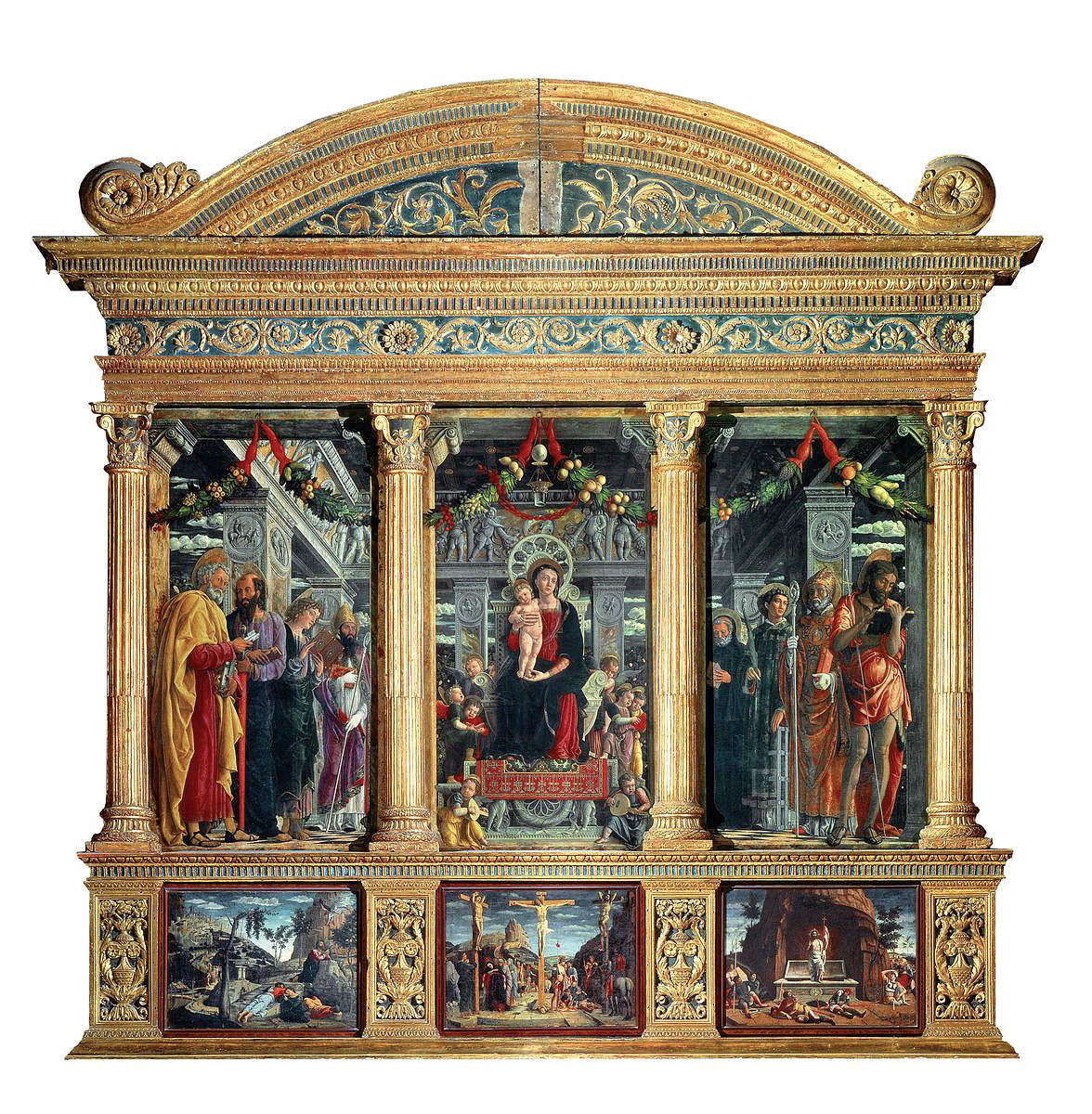
Le Retable de San Zeno, œuvre de Mantegna, Vérone.

Gregorio Correr, fils du procurateur de Saint-Marc Giovanni di Filippo, appartient à la puissante famille vénitienne des Correr. Il est le petit-neveu d'Angelo Correr, qui fut le pape Grégoire XII (1325-1417). 
À l'âge de 14 ans, il est envoyé à Mantoue faire ses études sous la direction de Victorin de Feltre et fréquente la cour des Gonzague pendant les années 1426-1428. Il compose à 18 ans une tragédie en latin, Progne, inspirée du mythe de Philomèle et Procné et s'appuyant sur Ovide et Sénèque, qui lui vaut de nombreux éloges, ainsi que diverses œuvres dont l'une est dédiée au pape Martin V.
Il rejoint ensuite son oncle le cardinal Antonio Correr à Rome et y reçoit son ordination sacerdotale en 1431, avant d'être créé protonotaire apostolique par le nouveau pape Eugène IV, vénitien et cousin de son père, soit dès 1431, soit un peu plus tard. Dans le même temps, il continue d'écrire des poèmes, des satires et différents textes. 
À Florence, où il accompagne en 1434 la curie romaine lors du concile de Bâle, Gregorio Correr fait partie du cercle humaniste réuni autour de Flavio Biondo.
Devenu abbé commendataire de la basilique San Zeno de Vérone en 1443, Correr commande à Mantegna le Retable de San Zeno.
Il est élu patriarche de Venise le 19 août 1464 mais meurt à Vérone trois mois plus tard, le 19 novembre, avant sa consécration épiscopale.